# Gnathia teissieri
Gnathia teissieri är en kräftdjursart som beskrevs av Philippe Cals 1972. Gnathia teissieri ingår i släktet Gnathia och familjen Gnathiidae. Inga underarter finns listade i Catalogue of Life.